# Las Eisiás de Taiac

Abri Pataud - Las Eisiás de Taiac

Las Eisiás de Taiac, o Las Aisiás de Taiac e Siruèlh (en francès Les Eyzies-de-Tayac-Sireuil) és un municipi del Sarladès (Guiena, Occitània), al departament de la Dordonya i a la regió de la Nova Aquitània. Té 37,44 km² i 909 habitants (1999).

## Evolució demogràfica
| 1962                | 1968 | 1975 | 1982 | 1990 | 1999 | 2007 |
| ------------------- | ---- | ---- | ---- | ---- | ---- | ---- |
| 917                 | 1004 | 886  | 858  | 853  | 909  | 839  |
| Nombre des del 1962 |      |      |      |      |      |      |

## Història
És cèlebre pels jaciments i les coves prehistòriques que han estat trobades des de les excavacions començades el 1862 per Édouard Lartet. Els jaciments més importants són els de Cròs Manhon, La Mota, descobert el 1894, on hom pot seguir l'evolució del gravat rupestre des de les representacions zoomòrfiques fins a les geomètriques, L'Aujariá Bassa, descobert el 1872, on hom trobà l'anomenada Venus Impúdica. Les coves principals són les de Las Combarèlas i la Font-de-Gaume, centres molt importants de la Pintura rupestre.

## Administració
| Període | Identitat        | Partit |
| ------- | ---------------- | ------ |
| 1995-   | Philippe Lagarde |        |